# Усач-скороход
Усач-скороход, или валежный усач (лат. Oxymirus cursor) — жук из семейства усачей и подсемейства Усачики. Личинки развиваются в гниющей древесине различных лиственных пород. Окукливается в почве. Время лёта жуков с мая по август. Имаго посещают цветки кустарников.

## Распространение
Европейская часть России на юге до лесостепной зоны, Западная Сибирь до Томска и Алтая; Европа. Также, возможно, из северного Китая.

## Систематика
В составе вида:
- Oxymirus cursor var. lineatus Letzner, 1885
- Oxymirus cursor var. nigrinus Reitter, 1905
- Oxymirus cursor var. verneuili Mulsant, 1838

## Галерея
- Иллюстрация